# Земљаник (жупа)
 Земљаник (лат. supam Zemlenyk), је историјска су област која је настала у средњем вијеку као посебна управна цјелина бановине Босне. Обухватала је дио простора између ријеке Врбаса на истоку, Сане на западу и Лијевча поља на сјеверу. Централни дио жупе заузимао је прост око данашње Бања Луке. Земљаник се у историјским изворима први пут помиње 1287. године у повељи српског бана Пријезде Првог, гдје бан даје у мираз жупу Земљаник својој ћерки и њеном мужу Стефану Бабонићу, са свим својим селима и кметовима.

## Положај и историја
Жупа Земљаник је била најсеверозападнији дио средњовјковне Бановине Босне, заузимала је простор од Врбаса, те Мајдана, Кмећана, Вилуса, Хазића, Павића, Соколова на домак Сане, Стражица, Ораховљана и Поникви (Понора), са друте стране.
Жупа се граничила са западне стране са жупом Саном, док се са јужне стране граничила са дијеловима жупа Луке и Баница, на истоку са жупом Врбања, те сјевероистока са жупом Глаж.
У вријеме досељавања Словена на Балканско полуострво, простор жупе Земљаник населили су Срби, па је жупа била у саставу Србије до 10. вијека, када је власт преузела Византија, а затим се вратила поново у окриље српске државе под вођством краља Константина Бодина. После смрти краља Бодина жупа прелази у руке Угара, па Византије до 1188. године. Од времена Кулина жупа постаје чвршће везана за Бановину Босну.
Са јачањем и ширењем посједа племићке куће Бабонић, који су гајили претензије према сливу Врбаса, бан Пријезда Први Котроманић ради јачег дипломатског положаја склапа брачне везе између његове ћерке и прворођеног сина бана Бабонића Трећег, Стефана. Тако се у историјским списима жупа се први пут помиње у даровници бана Пријезде, 8. маја 1287. године, када бан даје у мираз жупу Земљаник својој ћерки и њеном мужу Стефану Бабонићу.
У име Свете Тројице и нераздељивог им јединства. Ми Пријезда, уз Божју сагласност бан босански, свим Христовим вјерницима упућујемо поздрав у спаситељу свих. Пошто се оно што чине и спроводе владари са великом снагом увјек мора поштовати од стране вјерних поданика, одиста желимо да се, овом исправом, свима да на знање да смо, свјесном намјером и жељом нашег срца, онако како приличи да отац учини вољеном сину, и уз добру вољу наших синова Стјепана, Пријезде и Вука, те такође уз сагласност великаша и властеле наше државе, извјесну нашу земљу, то јест читаву жупу звану Земљаник, са свим што се од ње добија и што јој припада, са селиштима и селима и сасвим људима који у њима живе и који ће се тамо окупити, дали, даровали и доделили најдражем нашему зету и сину у Богу, а прворођеном сину племенитог и часног мужа бана Стјепана, и најдражој нашој ћерки, његовој супрузи, а преко њих и њиховим наследницима и потомцима њихових наследника да је имају, држе и са вјечитим правом, неопозиво поседују слободно, сигурно и у целости, у миру и спокојству у онимграницама, међама и оквирима у којима су је наши преци, као и ми сами, поседовали досада. Одломак из повеље бана Пријезде 
Није познато колико су дуго Бабонићи држали жупу под својом власти, али су их потиснули Хрватинићи за које се зна да су најкасније овладали овим простором 1323. године. Земљаник се последњи пут помиње 1434. године у повељи војводе Доњих Краја Ђурђа, синовца великог војводе Хрвоја.